# Luciana Abreu
Luciana de Abreu Sodré Costa Real (Massarelos, 25 de Maio de 1985) é uma cantora, atriz, apresentadora e dobradora portuguesa.
Participou, em 1999, com apenas 14 anos, no programa da SIC Cantigas da Rua, do qual se sagrou vencedora. Para ser apurada, durante o casting do programa disse aos jurados que o pai estava no hospital e gostava de a ver, o que era falso.
Regressou em 2004, no programa Ídolos. No ano seguinte, representou Portugal no Festival Eurovisão da Canção 2005. Mais tarde, interpretou a protagonista da versão portuguesa de Floribella, na SIC. Fez a dobragem de Selénia em Artur e os Minimeus. Participou na terceira edição de Dança Comigo, concurso RTP, que venceu.
Em 2008 apresentou o espaço infanto-juvenil O Programa da Lucy nas manhãs de fim de semana da SIC. Mais tarde interpretou a personagem Carla na novela Perfeito Coração, da SIC, e participou no programa de humor Último a Sair, da RTP. Em 2012 sagrou-se vencedora da segunda série de A Tua Cara Não Me É Estranha, da TVI. Interpretou ainda a personagem Rita Rollo na telenovela Louco Amor, da TVI.
De regresso à SIC, fez parte do elenco fixo do programa Vale Tudo em 2013 e depois interpretou a personagem Fatinha em Sol de Inverno, cujo tema musical do genérico foi também interpretado por Luciana.
Em 2014 e 2015, apresentou juntamente com João Baião e Andreia Rodrigues o programa Grande Tarde, talk-show vespertino da SIC. No mesmo programa, entrava em segmentos humorísticos, onde interpretava a personagem Fatinha. Em 2015, interpretou a personagem Sandra Moita na novela Coração D'Ouro e em 2017 fez a vilã Filipa Nogueira na novela Espelho d'Água.
Desde 2020, apresenta com Emanuel o segmento do camião-palco do programa Domingão, na SIC.

## Biografia
A estreia de Luciana foi em 1999 no programa da SIC Cantigas de Rua que venceu com as interpretações do tema Lusitana Paixão de Dulce Pontes, na cidade do Porto e do tema Papel Principal de Adelaide Ferreira, na final em Guimarães.
Em 2002, integrou o elenco da peça O Casamento da Seiva Trupe. No ano seguinte desempenhou o papel da protagonista Beatriz no musical Cabaret Carioca, de Carlos Leça, um bailarino da Broadway, inspirado em músicas de Chico Buarque.
Em 2005 viria a representar Portugal no Festival Eurovisão da Canção, em Kiev, com a canção Amar, em conjunto com Rui Drummond no duo 2B. A canção era da autoria de Ernesto Leite, Zé da Ponte e Alexandre Honrado.
Em 2006 é convidada para protagonizar a telenovela da SIC, Floribella. Da telenovela foram lançados três CD, em que a maioria das músicas são cantadas por Luciana. O segundo álbum, alusivo a músicas de Natal e intitulado O Melhor Natal, foi dupla platina (43 887 exemplares vendidos) e o terceiro e último CD da telenovela também ultrapassou a dupla platina. Foram ainda comercializados 2 DVD de karaoke e um vídeojogo da Floribella.
Ainda à volta da telenovela foi desenvolvido um musical, RI-FIXE - O Musical Floribella e que também lançou um DVD, além dos diversos Showtógrafos - um conceito criado pela SIC que aliava um concerto a uma sessão de autógrafos.
Ainda em 2006, foi convidada para ser a Rainha da Parada das Comemorações do Dia de Portugal, na Comunidade portuguesa em Newark, Nova Jersey. No final de 2006 deu voz a Selénia, em Artur e os Minimeus.
Foi nomeada para duas das categorias dos Globos de Ouro, vencendo uma delas e levando para casa o seu primeiro Globo, o de "Melhor Beijo", na única em edição dos Globos de Ouro em que essa categoria foi apresentada. Ainda em 2007 foi rainha do Carnaval em Sines e Estarreja. Ainda em 2007 participou na 3.ª edição do programa Dança Comigo, da RTP, do qual saiu vencedora.
Em Fevereiro de 2008 Luciana foi capa da revista masculina FHM, que bateu recordes de vendas entre esse tipo de publicações. Teve ainda participação na série Protagonistas, do Biography Channel, onde é contada a sua biografia. No mesmo ano, apresentou o programa da SIC, O Melhor do Mundo. Ainda na apresentação, conduziu Lucy, também para a estação do Grupo Impresa.
Foi também cara da Missão Sorriso, visitando muitas instituições e unidades hospitalares do país. Participou ainda noutros projectos, nomeadamente de apoio à nossa selecção nacional, como por exemplo A mais bela bandeira do Mundo, Está na SIC o Mundial e Cordão Humano.
Em 2009 participou no Festival RTP da Canção com o tema "Juntos Vamos Conseguir (Yes, We Can)", mas não conquistou a vitória. Foi ainda convidada a fazer parceria na interpretação de uma música com os Irmãos Verdade, para a Fundação da Criança. Fez parte também do projecto, e single, coordenado pela repórter Alexandra Borges, Filhos do Coração.
Já em 2010 participou como actriz em Perfeito Coração, telenovela da SIC na qual interpretou a personagem Carla Cunha.
Em 2011 participou também no programa de humor Último a Sair, da RTP, onde fez parte do elenco de um reality show satírico, no qual interpretava uma das personagens. Acabou por ser finalista, juntamente com Bruno Nogueira e Roberto Leal.
No início de 2012 foi convidada especial do concurso A Tua Cara Não Me É Estranha, da TVI, onde interpretou Beyoncé com o tema "Listen". Depois foi convidada para a segunda série desse mesmo programa. Sagrou-se a vencedora da noite na primeira gala com a imitação de Céline Dion com o tema "It's All Coming Back To Me Now". Na segunda gala interpretou Dulce Pontes, com o fado de Amália Rodrigues, "Lágrima", acabando também por conquistar o primeiro lugar da noite, embora sem a votação do júri. Nessa mesma noite conseguiu ser a primeira portuguesa a chegar aos Trending Topics do Twitter. Na sétima gala foi também a vencedora da noite, ao interpretar Jennifer Hudson, com o tema "One Night Only". Na grande final, Luciana acaba por se sagrar a vencedora do programa A Tua Cara Não Me É Estranha, ao interpretar "If I Were a Boy" de Beyoncé. Regressa ao concurso A Tua Cara Não Me É Estranha numa nova edição com duetos. Luciana Abreu participa com o seu par, Ricardo Soler, tendo os dois vencido as duas primeiras galas e ficado em 2.º lugar na final.
Interpretou a personagem Rita Rollo em Louco Amor, telenovela da TVI.
De regresso à SIC, fez parte do elenco fixo do programa Vale Tudo, apresentado por João Manzarra e, interpretou a personagem Fatinha em Sol de Inverno, cujo tema de genérico - uma versão de "Sol de Inverno", original de Simone de Oliveira - é também cantado por Luciana.
Em 2014, recebeu o troféu de melhor humorista na Gala TV7 Dias desse ano. Também neste ano tornou-se a primeira portuguesa a cantar o hino dos Estados Unidos numa festa para a comunidade portuguesa residente na Califórnia.
No ano de 2017 entrou como capitã numa das equipas no programa Agarra a Música, da SIC. Lançou os singles "Dói Demais", "Tu & Eu", "Eu Não", "Fica Também" e "El Camarón". Adicionalmente, foi rainha no desfile de Carnaval de Figueiró dos Vinhos.
Em janeiro de 2019, lançou "Suda Suda", um single em espanhol em que colabora com a cantora brasileira Gretchen.
Desde 2020 que apresenta o programa Domingão, da SIC.

## Televisão
| Ano             | Projeto                                | Papel                                | Notas                                                    | Canal       |
| --------------- | -------------------------------------- | ------------------------------------ | -------------------------------------------------------- | ----------- |
| 1999            | Big Show SIC                           | Ela Própria                          | Concorrente                                              | SIC         |
| 1999            | Cantigas da Rua                        | Ela Própria                          | Concorrente (Vencedora)                                  | SIC         |
| 2004 - 2005     | Ídolos 2                               | Ela Própria                          | Concorrente                                              | SIC         |
| 2005            | Festival Eurovisão da Canção 2005      | Ela Própria                          | Concorrente                                              | RTP1        |
| 2006 - 2008     | Floribella                             | Ana Flor Valente Rebelo de Andrade   | Protagonista                                             | SIC         |
| 2007            | Dança Comigo                           | Ela Própria                          | Concorrente (Vencedora)                                  | RTP1        |
| 2008            | Lucy                                   | Ela Própria                          | Apresentadora                                            | SIC         |
| 2008            | O Melhor do Mundo                      | Ela Própria                          | Apresentadora                                            | SIC         |
| 2009 - 2010     | Perfeito Coração                       | Carla Cunha                          | Elenco Principal                                         | SIC         |
| 2011            | Último a Sair                          | Ela Própria                          | Elenco Principal                                         | RTP1        |
| 2012            | A Tua Cara Não Me É Estranha 2         | Ela Própria                          | Concorrente (Vencedora)                                  | TVI         |
| 2012 - 2013     | Louco Amor                             | Rita Rollo                           | Participação Especial                                    | TVI         |
| 2013 - 2014     | Sol de Inverno                         | Fátima «Fátinha» Cardoso de Jesus    | Elenco Principal                                         | SIC         |
| 2013 - 2014     | Vale Tudo (1.ª temporada)              | Ela Própria                          | Elenco Fixo                                              | SIC         |
| 2014 - 2015     | Grande Tarde                           | Ela Própria                          | Apresentadora, ao lado de João Baião e Andreia Rodrigues | SIC         |
| 2015 - 2016     | Coração d'Ouro                         | Sandra Moita                         | Elenco Principal                                         | SIC         |
| 2015 - 2016     | Alisa - A Heroína do Futuro            | Angelina                             | Elenco Principal                                         | RTP / Biggs |
| 2017            | Agarra a Música                        | Ela Própria                          | Capitã de Equipa                                         | SIC         |
| 2017 - 2018     | Espelho d'Água                         | Filipa Nogueira                      | Antagonista                                              | SIC         |
| 2018            | Queridas Manhãs - Meu Querido Portugal | Ela Própria                          | Apresentadora                                            | SIC         |
| 2018            | Sextas Mágicas - Especial Aniversário  | Ela Própria                          | Apresentadora, ao lado de João Baião                     | SIC         |
| 2019 - 2021     | Terra Brava                            | Maria Clementina «Tina» Grilo Macedo | Elenco Principal                                         | SIC         |
| 2020 - presente | Domingão                               | Ela Própria                          | Apresentadora do camião-palco, ao lado de Emanuel        | SIC         |
| 2020 - presente | Domingão                               | Ela Própria                          | Apresentadora                                            | SIC         |
| 2020            | Olhó Baião!                            | Ela Própria                          | Apresentadora do camião-palco, ao lado de Emanuel        | SIC         |
| 2021 - 2022     | Amor Amor                              | Rebeca Sofia Falcato Mendes          | Elenco Principal                                         | SIC         |
| 2022            | Estamos em Casa                        | Ela Própria                          | Apresentadora                                            | SIC         |
| 2022            | Lua de Mel                             | Rebeca Sofia Falcato Mendes          | Elenco Principal                                         | SIC         |
| 2023            | Feriadão                               | Ela Própria                          | Apresentadora                                            | SIC         |
| 2024 - 2025     | Feriadão                               | Ela Própria                          | Apresentadora do camião-palco, ao lado de Emanuel        | SIC         |
| 2025            | Vitória                                | Marina Brito Gameiro                 | Elenco Principal                                         | SIC         |

## Teatro
| Ano         | Título                         | Personagem | Notas          |
| ----------- | ------------------------------ | ---------- | -------------- |
| 2002        | O Casamento                    |            | Peça de Teatro |
| 2003        | Cabaret Carioca                | Beatriz    | Musical        |
| 2006        | RI-FIXE - O Musical Floribella | Flor       | Musical        |
| 2007        | Missão Sorriso                 | Ela mesma  | Musical        |
| 2012 - 2013 | Aladino - O Musical no Gelo    | Jasmine    | Musical        |

## Cinema
| Ano  | Título   | Personagem |
| ---- | -------- | ---------- |
| 2017 | Malapata | Ana        |

## Dobragens
| Ano  | Título                                         | Personagem     | Notas                          |
| ---- | ---------------------------------------------- | -------------- | ------------------------------ |
| 2006 | Artur e os Minimeus                            | Selénia        | Voz original de Madonna        |
| 2016 | Norm - O Herói do Ártico                       | Vera Birightly | Voz original de Heather Graham |
| 2016 | Ratchet & Clank                                | Cora Veralux   | Voz original de Bella Thorne   |
| 2017 | My Little Pony: The Movie - A Magia dos Póneis | Tempestade     | Voz original de Emily Blunt    |

## Discografia
| Capa do álbum | Informações sobre o álbum |
| ------------- | --- |
|               | Floribella - Data de lançamento: 12 de Junho de 2006 - Melhor Posição: 1º (Portugal), - Certificação portuguesa: 12x Platina (240.000 unidades) - Singles: Floribella, Quando eu te vejo, Pobres dos Ricos                                                                |
|               | Floribella: O Melhor Natal - Data de lançamento: 27 de Novembro de 2006 - Melhor Posição: 1º (Portugal), - Certificação portuguesa: 3x Platina (60.000 unidades) - Singles: Chegou o Natal, No Meu Mundo, Assim Será (versão Natal)                                       |
|               | Floribella II - Data de lançamento: 31 de Maio de 2007 - Melhor Posição: 1º (Portugal) - Certificação: 7x Platina (140.000 unidades) - Singles: Corações ao Vento, Ding Dong, Desde que te vi                                                                             |
|               | O Melhor Do Mundo - Data de lançamento: 1 de Junho de 2008 - Melhor Posição: 1º (Portugal) - Certeficação: 2x Platina(40.000 unidades) - Singles: O Sol Tem Luz Que Chegue Para Todos - Cantores: Luciana Abreu, Marco Medeiros, Catarina Pereira, Filipa Azevedo, Anjos… |
|               | Lucy - Data de lançamento: 2 de Outubro de 2008 - Melhor Posição: 1º (Portugal) - Certificação: 6x Platina(120.000 unidades) - Singles: Lucy, Jamais, Em Frente ao Espelho                                                                                                |

## Prémios
| Ano  |                                       | Prémio                               | Recepiente(s)                | Trabalho       | Resultado |
| ---- | ------------------------------------- | ------------------------------------ | ---------------------------- | -------------- | --------- |
| 2007 | Globos de Ouro                        | Melhor Beijo                         | Luciana Abreu e Diogo Amaral | Floribella     | Venceu    |
| 2014 | Troféus de Televisão TV 7 Dias/Impala | Melhor Atriz/Humorista               | Luciana Abreu                | Sol de Inverno | Venceu    |
| 2021 | Troféus de Televisão TV 7 Dias/Impala | Telenovelas - Melhor Atriz de Elenco | Luciana Abreu                |                | Venceu    |

## Vida pessoal
Em 2016 o pai Luís Costa Real processou a filha e vários meios de comunicação social por difamação, exigindo uma indemnização de 40 mil euros solidária com outros réus, depois de Luciana ter dado o seu testemunho sobre violência doméstica na Assembleia da República. O tribunal não lhe deu razão e a atriz saiu absolvida em Maio de 2018.
Também em 2016 revelou que não vê o pai há 20 anos e que Luís Carlos Sodré Costa Real nunca a tentou reencontrar. O pai de Luciana afirmou em dezembro de 2016 que foi mal recebido e agredido por profissionais da SIC, quando tentou visitar a filha por duas vezes, mas está disposto a um reencontro.
Esteve num relacionamento amoroso com Mickael Carreira. A relação entre os dois não tinha a aprovação de Tony Carreira, pai de Mickael. Entre idas e vindas o namoro terminou mal com os dois não se falando mais.
No dia 13 de janeiro de 2011 (14 anos) deu à luz sua primeira filha, Lyonce Viiktórya, fruto do seu relacionamento com o jogador de futebol Yannick Djaló, com quem casou a 13 de Maio de 2010. O casal anunciou, mais tarde, que esperava a sua segunda filha em conjunto, Lyannii Viiktórya, nascida a 20 de março de 2012 (13 anos). Em Junho de 2012 o casal separou-se, segundo confirmação de ambos, mas alguns meses depois reataram até que se divorciaram no final de 2013.
Em Outubro de 2017, casou-se com Daniel Souza, guia turístico, na Igreja de Santo António, no Estoril.
Em 23 de dezembro de 2017 (7 anos) nasceram prematuras as suas filhas gémeas, Amoor Viktória e Valentine Viktória, fruto do casamento com Daniel Souza.
No final de 2018 separou-se de Daniel Souza e em março de 2019 anunciou o divórcio. Luciana apresentou queixa, acusando Daniel Souza de violência doméstica e de a violar no período em que viviam juntos. Em 1 de Junho de 2022, o Tribunal de Cascais condenou Daniel Souza, por violência doméstica contra a atriz a dois anos e quatro meses de pena suspensa. Luciana Abreu terá ainda direito a três mil euros de indemnização por danos morais, estando o ex-marido obrigado a frequentar o Programa de Prevenção de Violência Doméstica.
Em 2023, iniciou uma relação com o toureiro João Moura Caetano, que terminou no mesmo ano.